# Josef Mathias Petersmann

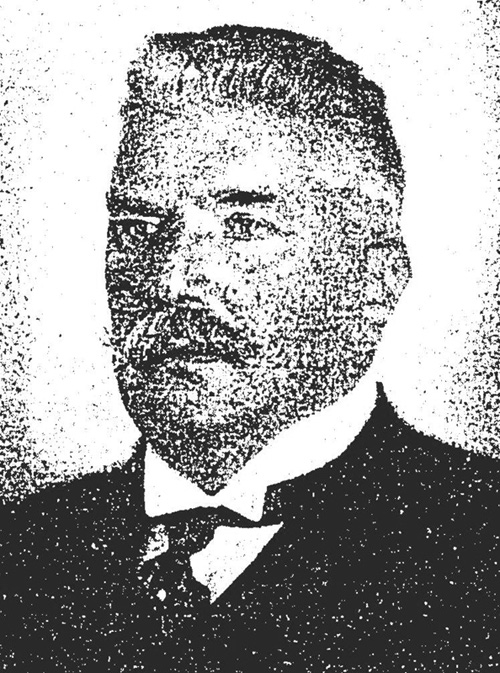
Josef Mathias Petersmann

Josef Mathias Petersmann (* 3. Januar 1864 in Agram; † 20. Januar 1942 in Leipzig) war ein deutscher Verleger und Inhaber der Firma Otto Spamer, die er bis zum Beginn des Ersten Weltkrieges zur größten und modernsten Druckerei auf dem europäischen Festland ausgebaut hatte.

## Leben

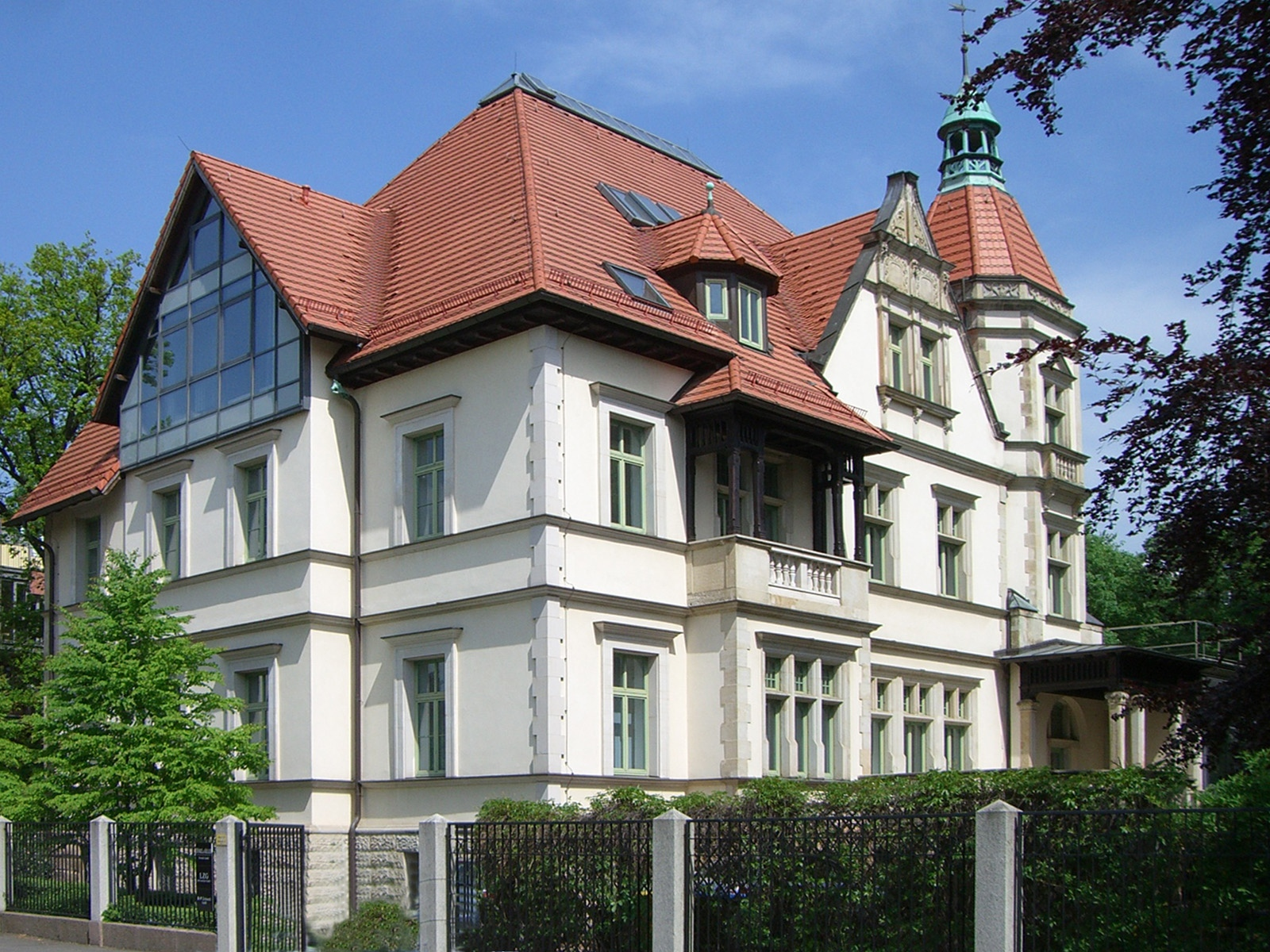
Villa Petersmann in der Leipziger Schwägrichenstraße 23 (2009)

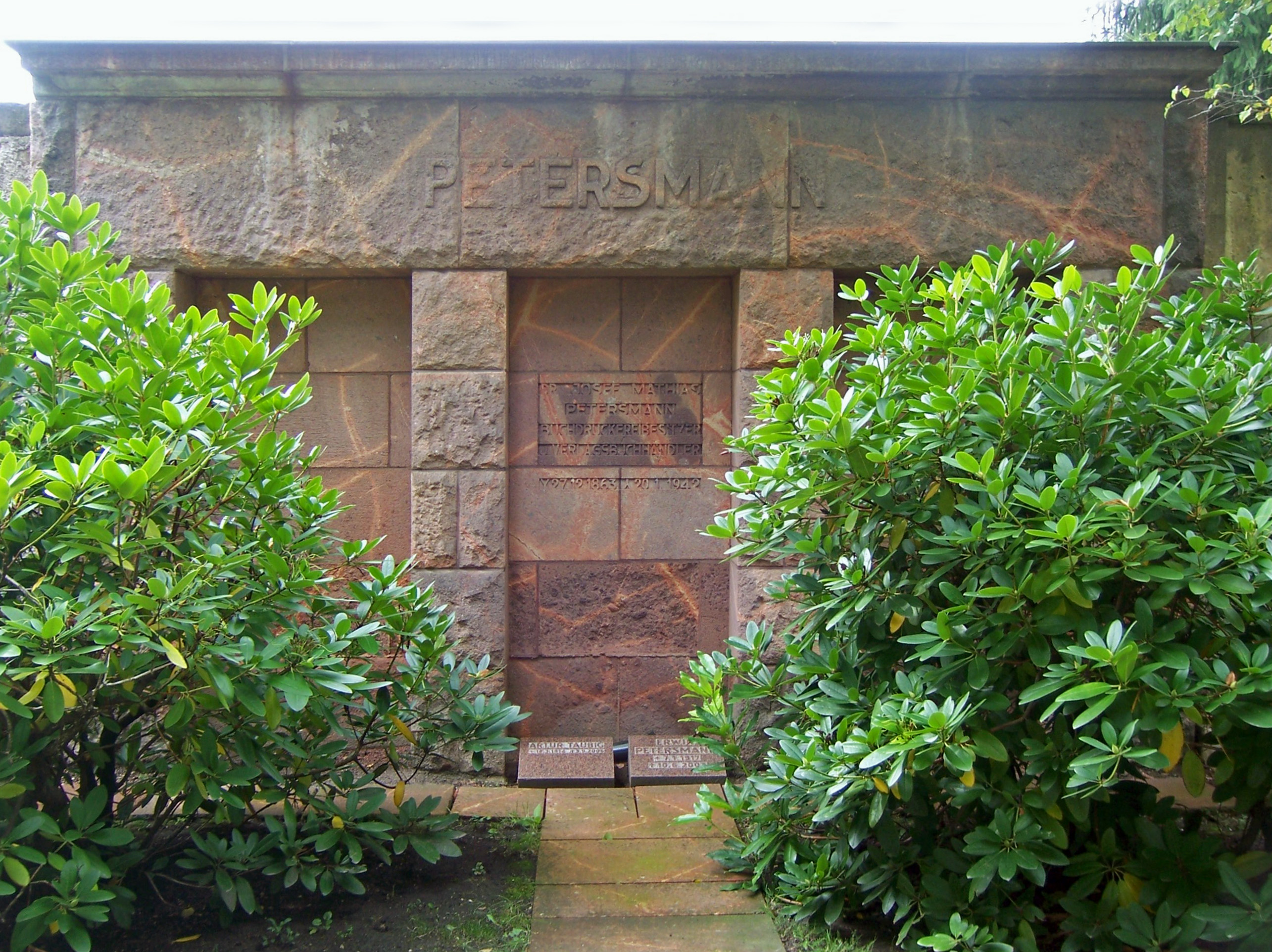
Grabstätte Josef Mathias Petersmann und Angehörige auf dem Südfriedhof in Leipzig (2011)

Josef Petersmann studierte in Wien Philosophie und Klassische Philologie. 1888 wurde er von der Universität Wien promoviert. Anschließend ließ er sich bei B. G. Teubner in das Verlagswesen einführen. 
1889 wurde er Teilhaber bei den Erben von Otto Spamer und 1891 Alleininhaber des Verlages, der Druckerei und der Buchbinderei von Otto Spamer. Unter seiner Leitung entwickelte sich die Firma zur größten und leistungsfähigsten Druckerei Deutschlands. Zu dem Zeitpunkt hatten Verlag und Buchdruckerei samt Buchbinderei ihren Sitz in der Breitkopfstraße 7.
Ab 1904 setzte Spamer modernste Setzmaschinen wie Monotype und Typograph ein. Dem Unternehmen standen 160 Schnellpressen zur Verfügung. Ab 1912 verwendete er Rotationsmaschinen für den Buchdruck und spezialisierte sich auf die Herstellung von Illustrations- und Farbdruck im Tief- und Offsetdruckverfahren. 
Aus der ersten Ehe mit Johanna Petersmann, geb. Dittrich (1859–1919) gingen vier Kinder hervor: Arnold Petersmann, Anneliese Petersmann, Dora Petersmann und Fritz Petersmann. In zweiter Ehe (seit 1920) war er mit Irna Jenny Petersmann, geb. Gottwald verheiratet. 
Ab 1921 führte sein Sohn Arnold den Verlag. Mit Wirkung vom 1. Januar 1932 wurde die Firma Spamer in eine Aktiengesellschaft umgewandelt. 1934 beschäftigte das Unternehmen 1500 Mitarbeiter.
Seit 1898 befanden sich die Firmengebäude im Graphischen Viertel, zwischen Crusius- und Breitkopfstraße. Die Villa Petersmann von Josef Mathias Petersmann, erbaut von 1888 bis 1890 von Peter Dybwad (1858–1921), befand sich in der Schwägrichenstraße 23 im Leipziger Musikviertel.
Nach dem Zweiten Weltkrieg wurde das durch die Luftangriffe auf Leipzig schwer in Mitleidenschaft gezogene Unternehmen in Leipziger Druckhaus umbenannt, enteignet und dem Graphischen Großbetrieb Interdruck einverleibt.

## Wohnhäuser
Bis zum Jahr 1900 ist Petersmann in Leipzig unter der Adresse Moschelesstraße 5 greifbar. Später wohnte er in seiner Villa in der Schwägrichenstraße 23.

## Mitgliedschaften
- 1909–1911 Vorsitzender des Deutschen Buchdrucker-Vereins